# Phường 5 (Vũng Tàu)
Phường 5 is een phường in de stad Vũng Tàu, in de Vietnamese provincie Bà Rịa-Vũng Tàu.